# Rugby Viadana
Rugby Viadana ist ein italienischer Rugby-Union-Verein aus Viadana in der Provinz Mantua. Er spielt in der obersten italienischen Liga Top10. Die Heimspiele werden im Stadio Luigi Zaffanella ausgetragen. Viadana wurde bisher ein Mal Meister und sechs Mal Pokalsieger.

## Geschichte
Der Verein wurde 1970 von einigen ehemaligen Parma-Spielern gegründet, zunächst als Abteilung des Sportvereins Vitellianense Cebogas. Viadana begann in der Serie D, der untersten Liga. 1981 gelang der Aufstieg in die Serie B, 1987 in die Serie A2. 1989 stieg Viadana wieder ab, schaffte aber 1993 den erneuten Aufstieg in die Serie A2. Zu verdanken war dies vor allem Tana Umaga, dem späteren neuseeländischen Superstar, der zu Beginn seiner Karriere während einer Saison in Italien spielte.
1999 gelang schließlich der Aufstieg in die damalige höchste Spielklasse, die Serie A. 2000 gewann Viadana erstmals den italienischen Rugbypokal und gelangte bis ins Halbfinale der Playoffs. 2001 beendete die Mannschaft die Saison auf Platz 3, scheiterte aber im Halbfinale erneut an Treviso.
2002 erfolgte eine Reorganisation der Meisterschaft, dergestalt, dass die besten zehn Mannschaften – darunter auch Viadana – die neue Liga Super 10 bildeten. Im selben Jahr beendete Viadana die reguläre Saison auf Platz 1 und schlug Treviso im Playoff-Finale. Viadana war der erste Meister, der nicht aus einer Provinzhauptstadt stammte. 2003 folgte der zweite Pokalsieg und 2004 war Viadana die erste italienische Mannschaft, die in einem europäischen Pokalwettbewerb das Endspiel erreichte. Im Kampf um den European Shield verlor Viadana allerdings 19:25 gegen Montpellier. Der bisher letzte Erfolg des Vereins ist der Pokalsieg 2017.

## Erfolge
- Italienischer Meister: 2002
- Italienischer Pokalsieger: 2000, 2003, 2007, 2013, 2016 und 2017
- European Shield: Finalist 2004

## Bekannte Spieler
| - Matias Aguero (Argentinien) - Cristian Bezzi (Italien) - Andrea Masi (Italien) - Matteo Mazzantini (Italien) - Andrea Moretti (Italien) - Carlos Nieto (Italien) | - Aaron Persico (Italien) - Matthew Phillips (Italien) - Kaine Robertson (Italien) - Stefano Saviozzi (Italien) - Josh Sole (Italien) - Tana Umaga (Neuseeland) |